# Varamin
Varāmīn (farsi ورامین) è una città dello shahrestān di Varamin, circoscrizione Centrale, nella provincia di Teheran in Iran. Aveva, nel 2006, una popolazione di 208.569 abitanti. Si trova a sud-est di Teheran.
La città è abitata da diversi gruppi etnici, tra cui i shahsevan, i curdi e i lur, ed è rinomata per la produzione di tappeti e kilim.

## Storia
La città di Varamin è associata a diversi racconti mitologici. Viene menzionata per la prima volta come centro di una certa importanza ai tempi dell'invasione Moghul, quando gli abitanti della città di Rey ormai in rovina si spostarono proprio a Varamin, rendendola una delle città più popolose della regione già agli inizi del VIII secolo, come testimoniato da ciò che resta del patrimonio architettonico di quell'epoca.
Nel XIV secolo Varamin venne distrutta dall'esercito di Tamerlano, tant'é che nel 1405 venne rinvenuta quasi deserta dal viaggiatore Ruy González de Clavijo. Successivamente vi furono alcuni tentativi di recupero delle sue rovine, come testimoniato dal restauro della moschea-cattedrale (1412-1419) e dalla costruzione del mausoleo di Husayn Riza (1437). A partire dal XVI secolo Varamin venne definitivamente surclassata da Teheran in termini di popolosità.
Tra il 1921 e il 1941 in città vennero aperte numerose industrie di montaggio, nonché molti centri educativi ed enti pubblici. Il pensiero modernista di quegli anni portò alla costruzione di nuove strade che oggi costituiscono il tessuto urbano dell'odierna Varamin.

## Monumenti e luoghi d'interesse
- Il mausoleo dell'Imamzadeh Yahya del XIV sec.
- La moschea del Venerdì[5] risalente all'epoca dell'ilkhanato.
- La torre  Ala Edin, dell'anno 680[6].
- Le rovine del castello di Iraj